# مايكل هيد (كاتب أغاني)
مايكل هيد (بالإنجليزية: Mick Head)‏ هو كاتب أغاني بريطاني، ولد في 28 نوفمبر 1961 في ليفربول في المملكة المتحدة.

## وصلات خارجية
- الموقع الرسمي
- مايكل هيد على موقع ميوزك برينز (الإنجليزية)
- مايكل هيد على موقع ميوزك برينز (الإنجليزية)
- مايكل هيد على موقع أول ميوزيك (الإنجليزية)
- مايكل هيد على موقع ديسكوغز (الإنجليزية)